# Марин, Карлос
Ка́рлос Мари́н (исп. Carlos Marín; 13 октября 1968, Рюссельсхайм, Гессен — 19 декабря 2021[…], Манчестер, Северо-Западная Англия) — испанский баритон, оперный и популярный исполнитель, один из четырёх солистов группы Il Divo.

## Биография

### Ранние годы
Карлос Марин родился 13 октября 1968 в Гессене, ФРГ, однако до 12 лет проживал вместе с семьёй в Нидерландах. Певческая карьера Карлоса началась, когда ему было всего 8 лет — свет увидел его первый сольный альбом «Маленький Карузо» (продюсером выступил популярный певец Пьер Картнер, известный также как «Отец Абрахам»). Альбом содержал такие песни в его исполнении, как «O Sole Mio» и «Гранада». Два года спустя, в 1978 году, вышел новый альбом с песнями в исполнении юного Карлоса Марина — «Моя дорогая мама» (нидерл. Mijn Lieve Mama). В это время он брал уроки сольфеджио и игры на фортепьяно. В Нидерландах его прозвали «Карлос — маленький Карузо».
Когда ему было 12 лет, вся семья переехала на постоянное место жительства в Мадрид. В возрасте 15 лет Карлос стал победителем конкурса «Молодые люди» (исп. Gente Joven), через 5 лет — победителем ещё одного конкурса, «Новые люди» (исп. Nueva Gente). Оба проводились испанским телевидением (TVE). В эти годы он также принимал участие в различных музыкальных телевизионных представлениях и концертах — пел в сопровождении оркестра. Участвовал в певческих соревнованиях, в частности, в одном из них занял второе место (1996).

### Выход на большую сцену
По окончании Мадридской королевской консерватории (где его учителями были Монтсеррат Кабалье, Альфредо Краус и Джакомо Арагаль) Карлос Марин играл в таких известных мюзиклах, как «Отверженные», «Красавица и чудовище», «Бриолин», «Человек из Ла-Манчи» и других.
Не менее широкую известность получили исполненные им роли на оперной сцене: спектакли «Севильский цирюльник», «Богема», «Травиата», «Мадам Баттерфляй» и «Лючия ди Ламмермур». Помимо этого, Карлос Марин выступал в сарсуэлах.

## В составе Il Divo

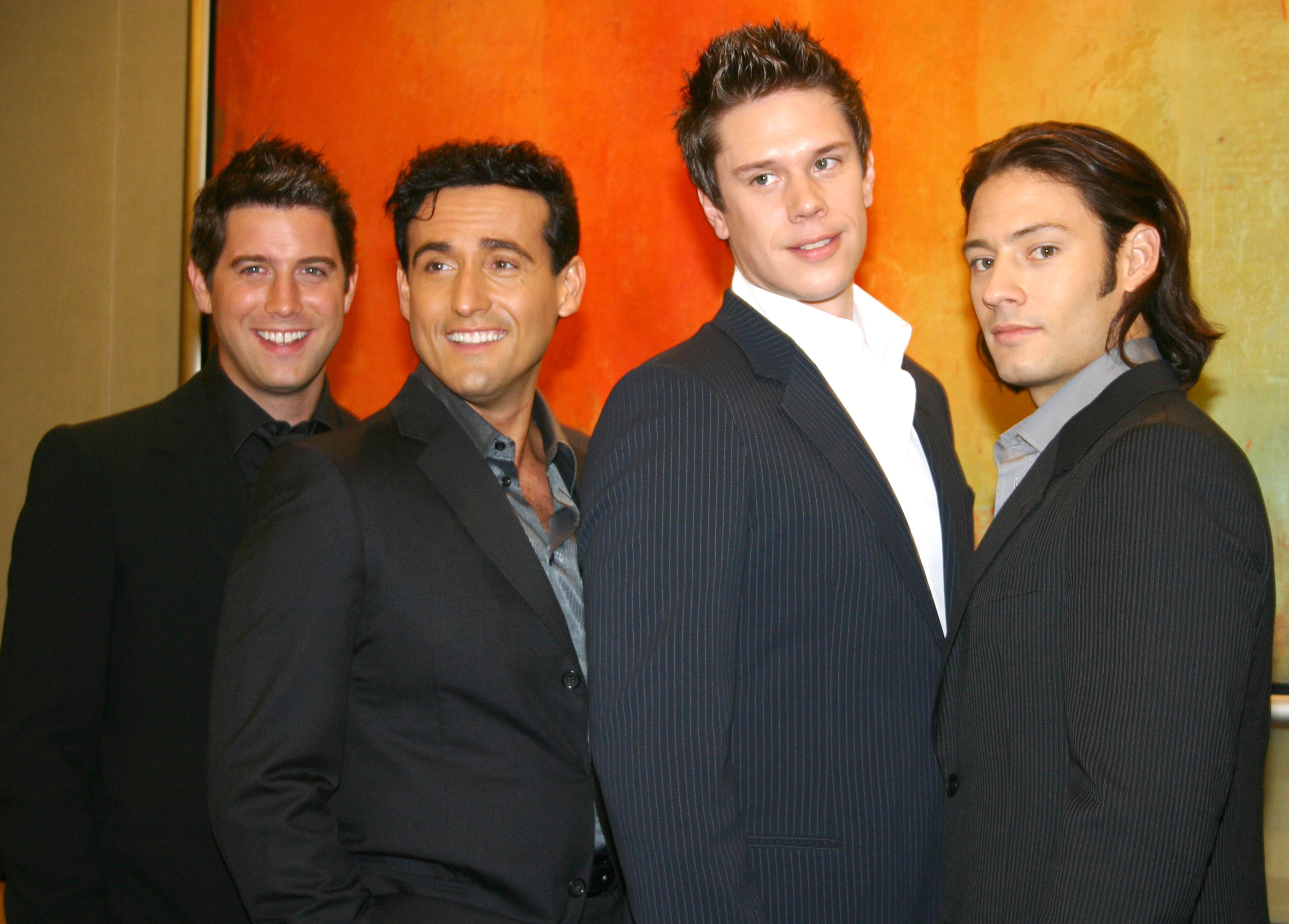
Группа Il Divo в Гонконге (2005). Карлос Марин — второй слева.

Так же, как и остальные участники квартета «Il Divo», Карлос Марин был зачислен в группу в результате предварительного отбора. В 2004 году вышел первый совместный альбом группы — Il Divo, занявший верхние строчки в музыкальных чартах ряда стран Северной Америки, Западной Европы и Восточной Азии. Не меньший успех снискали и последующие альбомы группы (Ancora, Siempre и другие). Параллельно квартет совершал мировые турне по различным странам мира.

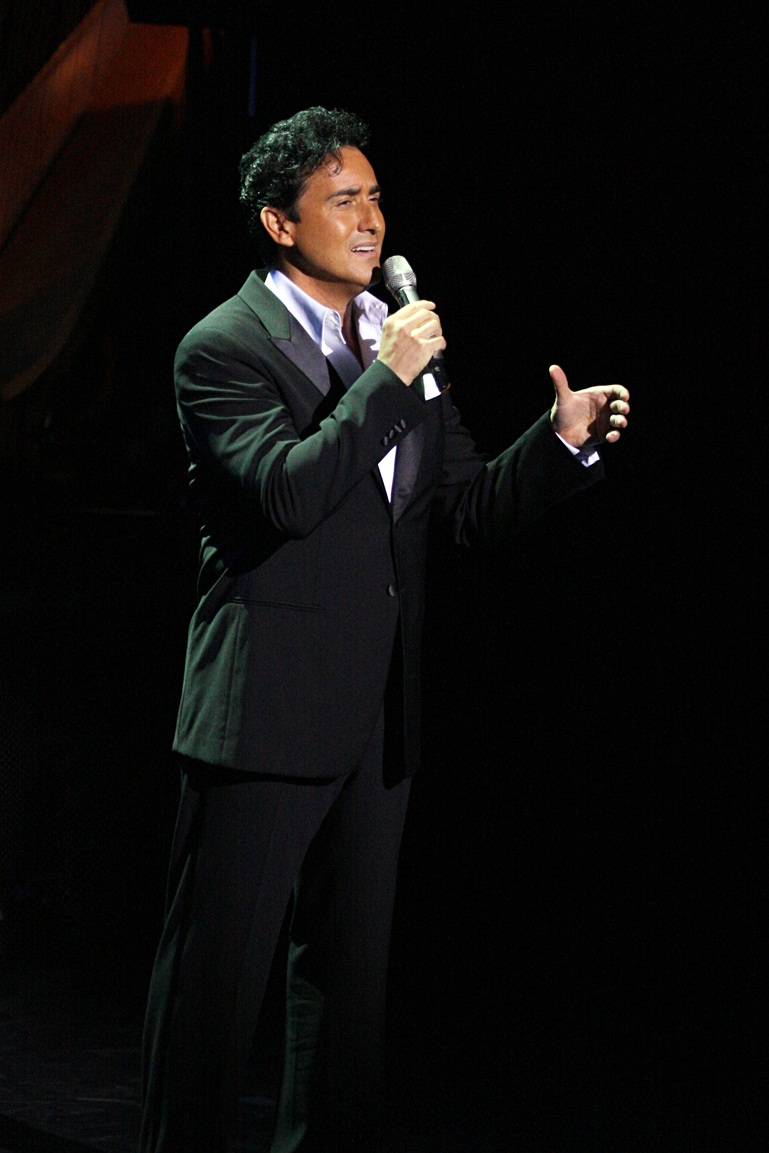
Выступление на концерте Иль-Диво в Сиднее, 2012 год.

## Личная жизнь
С 1994 года встречался с испанской танцовщицей и певицей Жеральдин Ларроза, на которой женился в 2006 году, однако они развелись в 2009 году после 15 лет совместной жизни. Детей нет.

Кроме родного испанского владеет английским и итальянским языками.

## Болезнь и смерть
7 декабря 2021 года Марин заразился вирусом COVID-19. Он был госпитализирован в больницу в Манчестере, где был введён в искусственную кому. 19 декабря 2021 года певец скончался.

## Дискография
- Little Caruso — соло (1976)
- Mijn Lieve Mama (My Dear Mother) — соло (1978)
- Jekyll & Hyde, The Musical: Promo (2000)

### В составе Il Divo

#### Студийные альбомы
1. 2004 — Il Divo
2. 2005 — Ancora
3. 2006 — Siempre
4. 2008 — The Promise
5. 2011 — Wicked Game
6. 2013 — A Musical Affair
7. 2015 — Amor & Pasión[англ.]
8. 2018 — Timeless[исп.]
9. 2021 — For Once in My Life: A Celebration of Motown

#### Special Christmas
1. 2005 — The Christmas Collection

#### Сборники
1. 2012 — The Greatest Hits

#### Концертные альбомы
1. 2009 — An Evening with Il Divo - Live in Barcelona
2. 2014 — Live in Japan[англ.]

#### Специальные выпуски
1. 2005 — Il Divo. Gift Edition
2. 2006 — Christmas Collection. The Yule Log
3. 2008 — The Promise. Luxury Edition
4. 2011 — Wicked Game. Gift Edition
5. 2011 — Wicked Game. Limited Edition Deluxe Box Set
6. 2012 — The Greatest Hits. Gift Edition
7. 2012 — The Greatest Hits Deluxe Edition
8. 2014 — A Musical Affair. Exclusive Gift Edition
9. 2014 — A Musical Affair. French Versión

#### Синглы
- Mama[англ.] (2005)
- Un-Break My Heart (2005)
- O Holy Night (2005)
- I Believe in You[англ.] (2006)
- The Time of Our Lives (Il Divo и Тони Брэкстон)[англ.] (2006)
- Nights in White Satin (2006)
- Amazing Grace (2008)
- Wicked Game (Melanchonia) (2011)
- Por una cabeza (2015)
- Si voy a perderte[англ.] (Don’t wanna lose you) (2015)
- Bésame mucho (2015)
- Abrázame[англ.] (2015)
- Quizás, quizás, quizás (2015)